# 宮村 (和歌山県)
宮村（みやむら）は和歌山県北部、海草郡に属していた村。現在の和歌山市中心部、和歌山駅の東側一帯にあたる。

## 地理
- 河川：大門川

## 歴史
- 1889年（明治22年）4月1日 - 町村制の施行により、秋月村、太田村、北出嶋村、新内村、出水村、有家村、津秦村、吉田村、納定村（大部分）、黒田村、中ノ島村（一部）が合併して名草郡宮村が発足。
- 1896年（明治29年）4月1日 - 郡の統合により所属郡を海草郡に変更[1]。
- 1927年（昭和2年）11月1日 - 和歌山市に編入。同日宮村廃止。

## 交通

### 鉄道路線
- 鉄道省
  - 紀勢西線（現・紀勢本線）
    - 東和歌山駅（現・和歌山駅）
- 山東軽便鉄道
  - 山東軽便鉄道線（現・和歌山電鐵貴志川線）
    - 東和歌山駅（現・和歌山駅） - 田中口駅 - 秋月駅（現・日前宮駅）

現在の阪和線は未開業。和歌山線は東和歌山駅には乗り入れていなかった。